# Colibrí àngel turmalina
El colibrí àngel turmalina (Heliangelus exortis) és una espècie d'ocell de la família dels troquílids (Trochilidae) que habita boscos andins de Colòmbia i nord-oest de l'Equador

Ha estat considerat coespecífic d'Heliangelus micraster.